# Tabăra, Iași
Tabăra este un sat în comuna Bivolari din județul Iași, Moldova, România.